# Campionats del món de ciclisme en ruta de 2015
Els Campionats del món de ciclisme en ruta de 2015 es disputaren del 19 al 27 de setembre de 2015 a Richmond, Virgínia, Estats Units.
Richmond fou la ciutat escollida entre les tres candidatures presentades, en una decisió presa el 21 de setembre de 2011. Les altres dues foren Quebec i Oman.

## Programa de les proves
| 20 de setembre            | 11h 30'        | 12h 55'        | Contrarellotge per equips femenins  | 38,6 km        | 38,6 km |        |        |        |        |
| 20 de setembre            | 13h 30'        | 15h 35'        | Contrarellotge per equips masculins | 38,6 km        | 38,6 km |        |        |        |        |
| Contrarellotge individual |                |                |                                     |                |         |        |        |        |        |
| 21 de setembre            | 10h 00'        | 11h 10'        | Contrarellotge femenina júnior      | 15 km          | 15 km   |        |        |        |        |
| 21 de setembre            | 11h 30'        | 15h 50 '       | Contrarellotge masculina sub-23     | 30 km          | 30 km   |        |        |        |        |
| 22 de setembre            | 9h 30'         | 13h 05'        | Contrarellotge masculina júnior     | 30 km          | 30 km   |        |        |        |        |
| 22 de setembre            | 13h 30'        | 16h 45'        | Contrarellotge femenina             | 30 km          | 30 km   |        |        |        |        |
| 23 de setembre            | 13h 00'        | 17h 30'        | Contrarellotge masculina            | 53 km          | 53 km   |        |        |        |        |
| Cursa en línia            | Cursa en línia | Cursa en línia | Cursa en línia                      | Cursa en línia | Voltes  | Voltes | Voltes | Voltes | Voltes |
| 25 de setembre            | 10h 00'        | 11h 50'        | Cursa en línia femenina júnior      | 64,9 km        | 4       |        |        |        |        |
| 25 de setembre            | 12h 45'        | 16h 50'        | Cursa en línia masculina sub-23     | 162,2 km       | 10      |        |        |        |        |
| 26 de setembre            | 09h 00'        | 12h 15'        | Cursa en línia masculina júnior     | 129,6 km       | 8       | 8      |        |        |        |
| 26 de setembre            | 13h 00'        | 16h 25'        | Cursa en línia femenina             | 129,6 km       | 8       | 8      |        |        |        |
| 27 de setembre            | 9h 00'         | 15h 40'        | Cursa en línia masculina            | 259,2 km       | 16      |        |        |        |        |

## Medallistes

### Homes
- Contrarellotge individual

| Posició | Nom            | País    | Temps      |
| ------- | -------------- | ------- | ---------- |
| Or      | Vasil Kirienka | Belarús | 1:02:29,45 |
| Plata   | Adriano Malori | Itàlia  | 1:02:38,53 |
| Bronze  | Jérôme Coppel  | França  | 1:02:56,07 |

- Contrarellotge per equips

| Posició | Nom | País                          | Temps    |
| ------- | --- | ----------------------------- | -------- |
| Or      | Rohan Dennis ( Austràlia) · Silvan Dillier ( Suïssa) · Stefan Küng ( Suïssa) · Daniel Oss ( Itàlia) · Taylor Phinney ( Estats Units) · Manuel Quinziato ( Itàlia)             | BMC Racing · ( Estats Units)  | 42:07,79 |
| Plata   | Tom Boonen ( Bèlgica) · Michał Kwiatkowski ( Polònia) · Yves Lampaert ( Bèlgica) · Tony Martin ( Alemanya) · Niki Terpstra ( Països Baixos) · Rigoberto Urán ( Colòmbia)      | Etixx-Quick Step · ( Bèlgica) | 42:19,32 |
| Bronze  | Andrey Amador ( Costa Rica) · Jonathan Castroviejo ( Espanya) · Alex Dowsett ( Regne Unit) · Ion Izagirre ( Espanya) · Adriano Malori ( Itàlia) · Jasha Sütterlin ( Alemanya) | Movistar · ( Espanya)         | 42:38,08 |

- Ruta

| Posició | Nom                  | País       | Temps   |
| ------- | -------------------- | ---------- | ------- |
| Or      | Peter Sagan          | Eslovàquia | 6:14:37 |
| Plata   | Michael Matthews     | Austràlia  | 6:14:40 |
| Bronze  | Ramūnas Navardauskas | Lituània   | 6:14:40 |

### Dones
- Contrarellotge individual

| Posició | Nom                  | País          | Temps    |
| ------- | -------------------- | ------------- | -------- |
| Or      | Linda Villumsen      | Nova Zelanda  | 40:29,87 |
| Plata   | Anna van der Breggen | Països Baixos | 40:32,41 |
| Bronze  | Lisa Brennauer       | Alemanya      | 40:35,13 |

- Contrarellotge per equips

| Posició | Nom | País                             | Temps    |
| ------- | --- | -------------------------------- | -------- |
| Or      | Alena Amialiusik ( Belarús) · Lisa Brennauer ( Alemanya) · Karol-Ann Canuel ( Canadà) · Barbara Guarischi ( Itàlia) · Mieke Kröger ( Alemanya) · Trixi Worrack ( Alemanya)                                  | Velocio-SRAM · ( Alemanya)       | 47:35,72 |
| Plata   | Elizabeth Armitstead ( Regne Unit) · Chantal Blaak ( Països Baixos) · Christine Majerus ( Luxemburg) · Katarzyna Pawłowska ( Polònia) · Evelyn Stevens ( Estats Units) · Ellen van Dijk ( Països Baixos)    | Boels Dolmans · ( Països Baixos) | 47:42,38 |
| Bronze  | Lucinda Brand ( Països Baixos) · Thalita de Jong ( Països Baixos) · Shara Gillow ( Austràlia) · Roxane Knetemann ( Països Baixos) · Katarzyna Niewiadoma ( Polònia) · Anna van der Breggen ( Països Baixos) | Rabo-Liv · ( Països Baixos)      | 48:31,84 |

- Ruta

| Posició | Nom                  | País          | Temps   |
| ------- | -------------------- | ------------- | ------- |
| Or      | Elizabeth Armitstead | Regne Unit    | 3:23:56 |
| Plata   | Anna van der Breggen | Països Baixos | 3:23:56 |
| Bronze  | Megan Guarnier       | Estats Units  | 3:23:56 |

### Sub-23
- Contrarellotge individual

| Posició | Nom                   | País      | Temps    |
| ------- | --------------------- | --------- | -------- |
| Or      | Mads Würtz Schmidt    | Dinamarca | 37:10,96 |
| Plata   | Maximilian Schachmann | Alemanya  | 37:23,16 |
| Bronze  | Lennard Kämna         | Alemanya  | 37:31,98 |

- Ruta

| Posició | Nom             | País   | Temps   |
| ------- | --------------- | ------ | ------- |
| Or      | Kévin Ledanois  | França | 3:54:45 |
| Plata   | Simone Consonni | Itàlia | 3:54:45 |
| Bronze  | Anthony Turgis  | França | 3:54:47 |

## Medaller
| Pos.  | País          | Or | Plata | Bronze | Total |
| 1     | Estats Units  | 3  | 3     | 2      | 8     |
| 2     | Alemanya      | 2  | 1     | 2      | 5     |
| 3     | França        | 1  | 1     | 2      | 4     |
| 4     | Dinamarca     | 1  | 0     | 1      | 2     |
| 5     | Àustria       | 1  | 0     | 0      | 1     |
| 5     | Belarús       | 1  | 0     | 0      | 1     |
| 5     | Eslovàquia    | 1  | 0     | 0      | 1     |
| 5     | Nova Zelanda  | 1  | 0     | 0      | 1     |
| 5     | Regne Unit    | 1  | 0     | 0      | 1     |
| 10    | Països Baixos | 0  | 3     | 1      | 4     |
| 11    | Itàlia        | 0  | 2     | 0      | 2     |
| 12    | Austràlia     | 0  | 1     | 1      | 2     |
| 13    | Bèlgica       | 0  | 1     | 0      | 1     |
| 14    | Espanya       | 0  | 0     | 1      | 1     |
| 14    | Lituània      | 0  | 0     | 1      | 1     |
| 14    | Polònia       | 0  | 0     | 1      | 1     |
| Total | Total         | 12 | 12    | 12     | 36    |